# Triennal
Triennal (latin: trienn 'treårig'. trienna'l 'treårsperiod'; "fest som firas vart tredje år") är en aktivitet, oftast en utställning av något slag, som återkommer vart tredje år. 

## Triennaler
- Milanotriennalen (design), Milano
- Tatetriennalen, London
- Triennale India (modern konst), New Delhi
- Yokohama Triennale